# Bruno Cabanes
 (mai 2023).
Pour les articles homonymes, voir Cabanes.
Bruno Cabanes, né le 8 mars 1967, est un historien spécialisé en histoire contemporaine. Depuis 2014, il occupe la chaire Donald G. and Mary A. Dunn d'histoire de la guerre à l'Ohio State University.

## Biographie
Fils de l'historien de l'Antiquité Pierre Cabanes, ancien élève de l'École normale supérieure (L. 1989), agrégé d'histoire (1993), titulaire d'une thèse de doctorat (université Paris-I, 2002) et d'une habilitation à diriger des recherches (EHESS, 2013), Bruno Cabanes enseigne aux États-Unis depuis septembre 2005.[réf. nécessaire]
Bruno Cabanes commence sa carrière d'enseignant en histoire contemporaine comme allocataire moniteur normalien à l'Université Paris-I Panthéon Sorbonne, avant d'être détaché à l'Université d'Angers (UCO), puis maître de conférences à Limoges et à l'Institut d'études politiques de Paris. Après avoir été assistant professor puis associate professor au département d'histoire de l'Université Yale (2005-2014) il a été élu professeur en 2014 et occupe la chaire Donald et Mary Dunn d'histoire de la guerre moderne, dans l'un des principaux programmes d'histoire militaire américains, à l'Ohio State University (Columbus).
Il est spécialiste de l'histoire culturelle de la Grande Guerre, notamment de la transition de la guerre à la paix. Il a consacré sa thèse de doctorat à la démobilisation des soldats français en 1918-1920.[réf. nécessaire]
Il est membre du comité directeur de l'Historial de Péronne et du comité scientifique du Mémorial de Verdun, il a participé à la conception des salles sur la Première Guerre mondiale au musée de l'Armée (Hôtel national des Invalides) à Paris. Il est membre des comités scientifiques de la revue 20&21 (anciennement Vingtième siècle), de la revue Sensibilités. Histoire, Critique et Sciences Sociales, et du mensuel L'Histoire.

## Travaux

### Première Guerre mondiale et «sorties de guerre»
Dans La Victoire endeuillée : la Sortie de guerre des soldats français (1918-1920), parue au Seuil en 2004, Bruno Cabanes envisageait la sortie de la Grande Guerre au niveau des soldats, qu'il étudiait, grâce aux rapports du contrôle postal, sur une période relativement courte, allant de l'été 1918 — au moment où la fin de la guerre et la victoire alliée commencèrent à être anticipées par les combattants — jusqu'au printemps 1920, lorsque les dernières classes combattantes furent libérées. Au-delà d'une histoire de la démobilisation militaire, dont la mise en œuvre administrative ne forme qu'un chapitre du livre, le thème central de cet ouvrage est la violence propre à la « sortie de guerre ». Bruno Cabanes souligne la remobilisation à l'œuvre au lendemain de l'armistice. Celle-ci est perceptible notamment dans les correspondances de soldats avec l'arrière. L'autre thème important du livre, c'est l'« économie morale de la reconnaissance » : tous les rituels (défilés, fêtes patriotiques, remise d'un casque à chaque démobilisé, décorations…) qui jouent un rôle essentiel dans la reconstruction des relations entre les anciens combattants et les civils.[réf. nécessaire]
Ce premier travail s'arrêtait au seuil de l'intime, au moment du retour des soldats dans leurs foyers. Ce fut l'objet du colloque international organisé en 2008 à Paris et publié, en co-direction, l'année suivante : Retour à l'intime au sortir de la guerre (Tallandier, 2009). Cette fois, la démarche comparative était étendue à l'ensemble du phénomène guerrier au vingtième siècle, notamment les deux conflits mondiaux. Cet ouvrage collectif regroupe des articles sur les deuils de guerre, les réfugiés, la vie dans les ruines, les orphelins de guerre, la sortie de la clandestinité, les rapports de couple au lendemain des conflits, la psychiatrie de guerre…[réf. nécessaire]

### Élargissement des perspectives sur la Grande Guerre
De 2004 à 2013, Bruno Cabanes a également co-dirigé (avec Anne Duménil), le Larousse de la Grande Guerre, rédigé une préface pour la traduction de The Warriors de Jesse Glenn Gray et publié une douzaine d'articles ou chapitres de livres sur les correspondances de guerre, le 11 novembre 1918, la « guerre après la guerre » (1919-début des années 1920), la « génération du feu », le « syndrome du survivant », la sortie de guerre comme expérience sexuée…[réf. nécessaire]
Son livre, The Great War and the Origins of Humanitarianism, 1918-1924, (Cambridge University Press), a reçu le Prix Paul Birdsall 2016 décerné une fois tous les deux ans par l'American Historical Association. Il fait dialoguer les travaux issus de plusieurs champs historiographiques, jusqu'ici largement étrangers les uns aux autres: l'histoire des droits de l'Homme, en plein essor dans les pays anglo-saxons depuis une dizaine d'années; une nouvelle histoire des relations internationales, qui tend à réévaluer le rôle des organisations transnationales des années 1920 et leur action dans le domaine des droits sociaux ; enfin l'histoire culturelle de la guerre et de la « sortie de guerre ». En croisant ces différentes approches, l'auteur pose des questions nouvelles — sur l'expérience de guerre des experts internationaux qui cherchent à bâtir des droits humains au lendemain de la catastrophe collective de la Grande Guerre ; sur la reformulation des anciennes cultures de guerre nationales ; sur le retournement de la brutalisation des années de guerre vers un sentiment humanitaire, renouvelé par le principe du droit des victimes. La révolution de l'humanitaire à l'œuvre dans les années 1920, en effet, peut être considérée aussi comme un moyen de « sortir de la guerre ». C'est le combat de cinq experts de l'humanitaire, dont la biographie intellectuelle forme le cadre de ce livre : le juriste français René Cassin, grand mutilé de guerre et défenseur des droits des vétérans ; Albert Thomas premier directeur du Bureau International du Travail ; le diplomate norvégien Fridtjof Nansen inventeur d'un certificat d'identité pour les réfugiés apatrides ; l'homme d'affaires américain Herbert Hoover qui organise l'aide humanitaire à la Russie frappée par la famine de 1921-1923 et la philanthrope Eglantyne Jebb, à l'origine de l'ONG Save the Children et de la première déclaration des droits de l'enfant en 1924.[réf. nécessaire]
Août 14. La France entre en guerre, paru en 2014 aux éditions Gallimard, étudie les mécanismes de l'entrée en guerre, aussi bien pour les soldats mobilisés que pour les civils. Il a été retenu dans la dernière sélection du Prix Fémina Essais. Il a paru en traduction aux États-Unis, en 2016 : August 1914: France, the Great War and a Month that Changed the World Forever (Yale University Press).[réf. nécessaire]
Bruno Cabanes a publié également aux éditions Gallimard un beau livre sur les Américains dans la Grande Guerre (2017).

### La guerre, phénomène global
Bruno Cabanes a dirigé Une histoire de la Guerre, du XIXeà nos jours, coordonné par Thomas Dodman, Hervé Mazurel et Gene Tempest, paru aux éditions du Seuil en août 2018 (réédition en version semi-poche dans la collection Points histoire en 2021). Cet ouvrage de 800 pages réunit les contributions d'une cinquantaine d'historiens américains et européens, notamment Stéphane Audoin-Rouzeau, sur les « expériences de guerre », John Horne sur les « mondes de combattants », Henry Rousso sur les « sorties de guerre », ou encore Nicolas Beaupré, Alya Aglan, Annette Becker, Annette Wieviorka et Johann Chapoutot).[réf. nécessaire]
Le volume offre un riche panorama, organisé par thèmes (la guerre et l'environnement, le droit de la guerre, les enfants-soldats, les guerres irrégulières, le retour des combattants, etc.), sur l'évolution du phénomène guerrier, depuis les guerres napoléoniennes jusqu'à nos jours.
L'enjeu est aussi d'ouvrir progressivement l'histoire de la guerre sur une dimension globale, sans se limiter au monde occidental. Les problématiques du livre touchent à l'histoire sociale, mais aussi à l'histoire culturelle de la guerre, en prenant en compte les échelles locales, régionales, nationales et mondiales, ainsi que les individus sur le front ou à l'arrière.
Avec Fragments de violence. La guerre en objets de 1914 à nos jours publié aux Éditions du Seuil en 2020, Bruno Cabanes poursuit sa réflexion sur le statut de l'objet de guerre, et sur l'évolution de catégories comme les emblèmes, les trophées, les reliques ou les prothèses au cours du vingtième siècle.[réf. nécessaire]

### Lesréfugiés
En 2019, Bruno Cabanes a publié un ouvrage sur la photographie humanitaire, Un siècle de réfugiés. Photographier l'exil, au Seuil. Il étudie la manière dont la photographie a orienté le regard que nous portons sur les réfugiés depuis la fin de la Première Guerre mondiale et comment une nouvelle génération de photographes cherche aujourd'hui à les représenter autrement, en ouvrant la possibilité d'un échange entre celui qui regarde et celui qui est regardé.[réf. nécessaire]
À travers une réflexion engagée sur un siècle d'histoire, il s'interroge sur les modes de représentation de l'exil et propose d'en inventer de nouveaux. Quand les photographes s'intéressent aux visages, aux corps; aux postures des individus, la proximité est aussi morale, explique-t-il.. Le regard que nous portons sur les réfugiés ainsi que la manière dont nous les représentons sont essentiels pour favoriser une éthique de l'hospitalité et de l'accueil..

## Publications (sélection)
- La victoire endeuillée. La sortie de guerre des soldats français (1918-1920) - Paris - Seuil - 2004 -  (ISBN 9782020611497)—Prix Gustave Chaix d'Est Ange de l'Académie des Sciences Morales et Politiques (2004).
- The Great War and the Origins of Humanitarianism, 1918-1924, Cambridge University Press, 2014—Paul Birdsall Prize (2016), décerné par l'American Historical Association.
- Août 14. La France entre en guerre, Paris, Éditions Gallimard, 2014—finaliste du Prix Fémina Essais (2014) (trad.: August 1914. France, the Great War and a Month that Changed the World Forever, Yale University Press, 2016).
- Les Américains dans la Grande Guerre, Paris, Éditions Gallimard, 2017 (trad. américaine: The Great War and the American Experience, 2017)
- (dir. d'ouvrage, coordonné par Thomas Dodman, Hervé Mazurel et Gene Tempest), Une histoire de la guerre, du XIXe siècle à nos jours, Paris, Seuil, 2018.
- Un siècle de réfugiés. Photographier l'exil, Seuil, 2019.
- Fragments de violence. La guerre en objets de 1914 à nos jours, Seuil, 2020.

### Préfaces et entretiens
- Jesse Glenn Gray, Au Combat. Réflexion sur les hommes à la guerre, Paris, Tallandier, 2016.
- Eugene Sledge, Frères d'armes, Paris, Belles Lettres, 2019.
- Arma : l'Antiquité en guerre, textes réunis et présentés par Estelle Debouy et Isabelle Warin. Paris : les Belles lettres, 2021.

## Contributions dans les médias
Bruno Cabanes est membre du comité scientifique et l’auteur de nombreux articles dans le magazine mensuel L'Histoire.[réf. nécessaire]
Dans les années 1990, il a collaboré au Panorama de France Culture et au mensuel Notre Histoire avec Jean-Maurice de Montremy.[réf. nécessaire]
Il est également le co-auteur, avec Jérôme Chapuis, de la série radiophonique « 14-18. Le Récit inattendu » sur RTL (diffusée en juillet-août 2014).[réf. nécessaire]